# Amhrán na bhFiann
Amhrán na bhFiann är Irlands nationalsång, ursprungligen en sång skriven på engelska, vid namn The Soldier's Song. Texten skrevs 1907 av Peadar Kearney som också gjorde musiken tillsammans med Patrick Heeney. Den iriska översättningen gjordes 1923 av Liam Ó Rinn. Sången antogs som nationalsång av Irländska fristaten 1926. Vid officiella tillfällen sjungs inte hela sången utan enbart refrängen.
*Fál betyder ordagrant häck eller inhägnad på iriska, men är en äldre poetisk symbol för Irland, som även finns i till exempel partiet Fianna Fáils namn.
Hela texten: